# Felix Sima (poet)
Felix Sima (n. 6 iunie 1949, comuna Măgura, județul Vâlcea) este un poet român.

## Biografie
Poetul Felix Sima, s-a născut la 6 iunie 1949, în comuna Mihăești, satul Măgura, județul Vâlcea. Este al doilea copil dintre cei trei fii ai colonelului - veteran de război Gheorghe Sima (1922 - 1994) și ai Elenei Sima (născută Niță, din neamul Bobolea) (1927 - 2017). Își petrece copilăria în satul natal, unde învață și clasele primare. Urmează cursurile gimnaziale la Craiova și tot aici urmează și primele clase de liceu, continuate la Râmnicu-Vâlcea. În anul 1969, după bacalaureat, este admis la studii de biblioteconomie, la București, unde are loc și debutul său literar, în același an, în revista „Luceafărul”.
Este membru al Uniunii Scriitorilor din România - Filiala Craiova, începând cu anul 1990. 

## Opere literare
- „Cineva mai tânăr”, versuri, București, Editura “Albatros”, 1978, 64 p. Premiul de debut al Editurii „Albatros”.
- „Înfriguratul Fierbinte”, versuri, Craiova, Editura „Scrisul Românesc”, 1980, 68 p.
- „Carte de pământ”, versuri, Slatina, Editura „Scribul”, 1992, 70 p.
- „Tu să-mi spui de unde vii / și ce poezii mai știi”, versuri cu ilustrații de Cristian SIMA, Râmnicu-Vâlcea, Editura „Conphys”, 1994, 36 p.
- „Ridică-te, negură”, versuri, Râmnicu- Vâlcea, Editura „Conphys”, 1994, 98 p.
- „Cu un fir de ghiocel /aș putea să scriu la fel”, versuri, Râmnicu- Vâlcea, Editura „Conphys”, 1995, 32 p.
- „Din Țara lui Anton Pann”, versuri, în colaborare cu Dragoș Serafim, Râmnicu-Vâlcea, Editura „Conphys”, 1996, 70 p.
- "101 poeme”, versuri, București – Chișinău, Editura Biodova, 2012, 110 p.
- „Cartea de la Mihăești. Documente și mărturii. 485 de ani de la atestarea localității”, Râmnicu-Vâlcea, f.e., 2015, 254 p.
- „Călători prin Vâlcea. De la Paul de Alep la Î.P.S. Gherasim Cristea, 1653-2014”, Editura „Bibliostar”, 2015,, 384 pag.
- „Tu să-mi spui de unde vii/Și ce poezii mai știi”. O carte cu alte desene de Carmen SIMA, Editura „Betta”, 2017
- Doru MOȚOC și Felix SIMA, „Poezie... la minut”, Editura „Antim Ivireanul”, 2018
- „Poezie volatilă”, Editura „Mircea cel Bătrân”, 2019, 384 pag.

## Distincții
- Premiul de debut al Editurii “Albatros” (1978)
- Premiul „Argeșul”, al C.J. Argeș, 1978
- Premiul „Nicolae Bălcescu” - Casa Memorială Nicolae Bălcescu - Bălcești pe Topolog, 1980
- Premiul „Nicolae Iorga” - Văleni de Munte, Prahova, 1980